# ديفيد ريان هاريس
ديفيد ريان هاريس (بالإنجليزية: David Ryan Harris)‏ هو مغن مؤلف أمريكي، ولد في 19 أبريل 1968 في إيفانستون في الولايات المتحدة.

## وصلات خارجية
- ديفيد ريان هاريس على موقع IMDb (الإنجليزية)
- ديفيد ريان هاريس على موقع ميوزك برينز (الإنجليزية)
- ديفيد ريان هاريس على موقع أول ميوزيك (الإنجليزية)
- ديفيد ريان هاريس على موقع ديسكوغز (الإنجليزية)
- ديفيد ريان هاريس على موقع قاعدة بيانات الفيلم (الإنجليزية)